# Strix rufipes
L'allocco zamperosse (Strix rufipes King, 1827) è un rapace notturno della famiglia degli Strigidi, originario dell'America del Sud.

## Descrizione
È di dimensioni piuttosto piccole, lungo circa 30–40 cm, con un peso di 330-390 g e un'apertura alare di circa 65 cm. Da adulto l'allocco zamperosse presenta un piumaggio a strisce bianche e nere con qualche sfumatura arancione, la coda è di colore arancione con strisce nere e le piume sopra la testa sono nere. 
Dopo un anno di età le zampe dell'allocco zamperosse assumono un colore rossiccio da cui deriva il suo nome. Come tutti gli allocchi presenta un disco facciale piatto con grandi occhi scuri.

## Biologia
Strix rufipes  si ciba di insetti e piccoli mammiferi come roditori.

## Rapporti con l'uomo
È utilizzato per la falconeria.